# Забаровская улица
Забаровская улица (укр. Забарівська вулиця) — улица в Новозаводском районе города Чернигова, исторически сложившаяся местность (район) Новая Подусовка. Пролегает от тупика до улицы Красносельского.
Примыкают переулок Леонида Могучёва (Александра Невского), улицы Леонида Могучёва (Александра Невского), Степана Носа, Евгения Гребёнки, Елены Пчилки (Полетаева), переулок Степана Носа (Полетаева), Ганны Барвинок (Минская), Небесной Сотни (Орловская), Евгения Лоскота (Костромская).

## История
Улица была проложено в 1960-е годы, вместе в другими улицами 1-й очереди застройки Новой Подусовки.
Название — в честь исторически сложившаяся местности Чернигова Забаровки.

## Застройка
Улица пролегает в северном направлении, в конце (после примыкания Орловской) — северо-восточном. Одна из длиннейших улиц Новой Подусовки. Парная и непарная стороны улицы заняты усадебной застройкой. 
Учреждения: нет. 